# Nadeschda Barabanowa
Nadeschda Barabanowa (kasachisch Надежда Барабанова; * 22. Mai 1991) ist eine kasachische Leichtathletin, die sich auf das Kugelstoßen spezialisiert hat.

## Sportliche Laufbahn
Erste internationale Erfahrungen sammelte Nadeschda Barabanowa im Jahr 2021, als sie mit 14,82 m beim Qosanov Memorial siegte. 2023 belegte sie bei den Hallenasienmeisterschaften in Astana mit 15,09 m den vierten Platz.
In den Jahren 2021 und 2022 wurde Barabanowa kasachische Meisterin im Kugelstoßen im Freien sowie von 2019 bis 2024 in der Halle.

## Persönliche Bestleistungen
- Kugelstoßen 15,10 m, 26. Juni 2021 in Almaty
  - Kugelstoßen (Halle): 15,09 m, 11. Februar 2023 in Astana